# Lac Inle
Le lac Inle ou lac Inlé (birman : အင်းလေးကန်; API : /ínlé kàn/) est un lac d'eau douce situé dans les montagnes de l'État shan, dans l'Est de la Birmanie. 

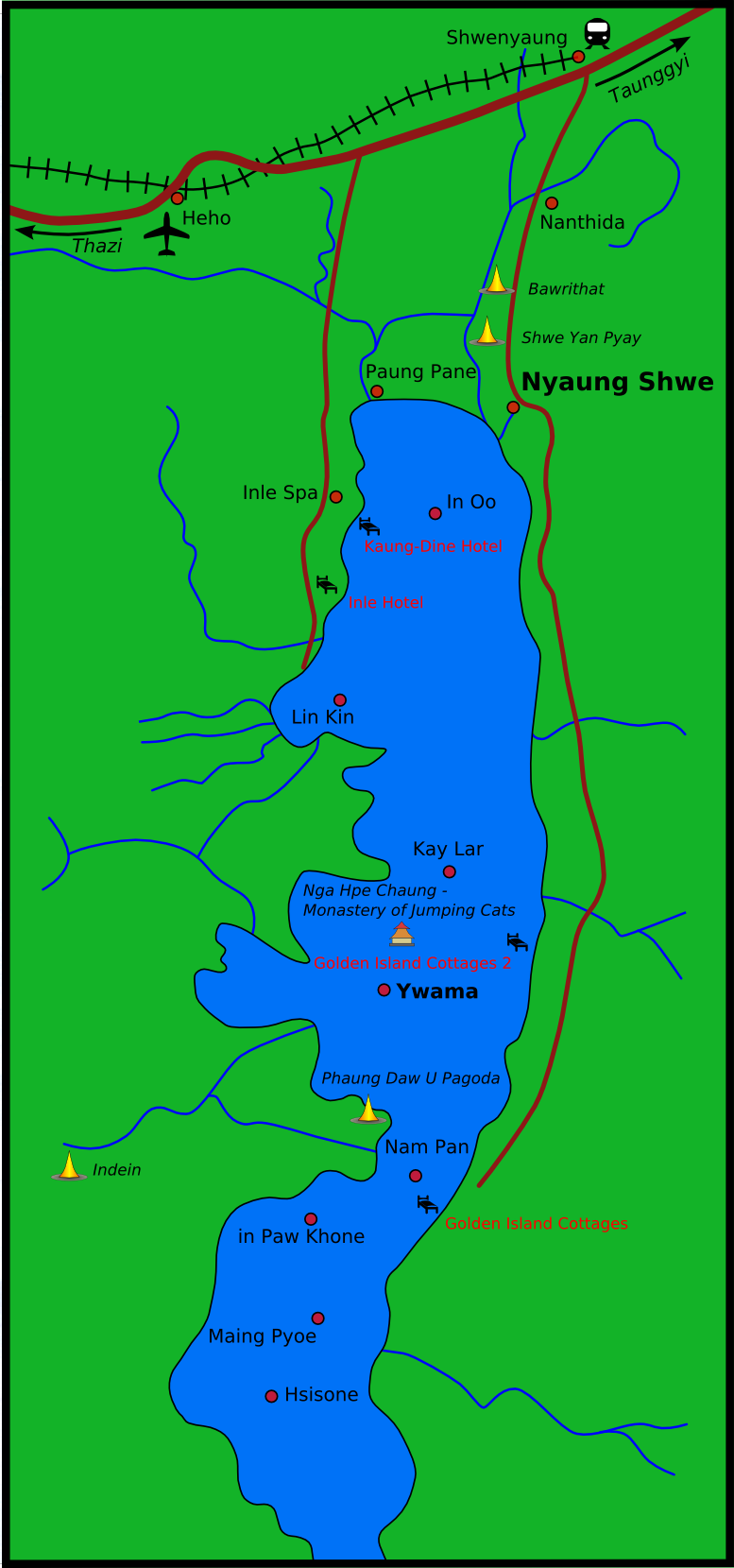
Carte du lac Inlé

C'est une destination touristique majeure du pays, dont c'est le second plus grand lac, avec une surface estimée de 12 000 hectares, et un des plus hauts, à 884 m. Sa profondeur moyenne n'est que de 2,10 m à la saison sèche (profondeur maximale : 3,60 m) mais elle peut dépasser 4 m à la saison des pluies.
Son bassin versant, relativement grand, se trouve à l'ouest et au nord. 
Son exutoire est la Nam Pilu (ou Balu Chaung) à son extrémité sud. Il y a aussi une source chaude près de sa berge nord.
Le lac Inle abrite de nombreuses espèces endémiques, notamment plus de 20 espèces de gastéropodes et neuf espèces de poissons. Certaines, comme Sawbwa resplendens, Danio erythromicron et Devario auropurpureus, sont parfois présentes en aquariophilie.
L'augmentation de la population, l'affluence touristique, la déforestation, l'intensification de l’agriculture et l'invasion de la jacinthe d’eau dégradent cependant l’écosystème du lac.
En 2015, le lac Inle est reconnu Réserve de biosphère par l'Unesco.

## Démographie

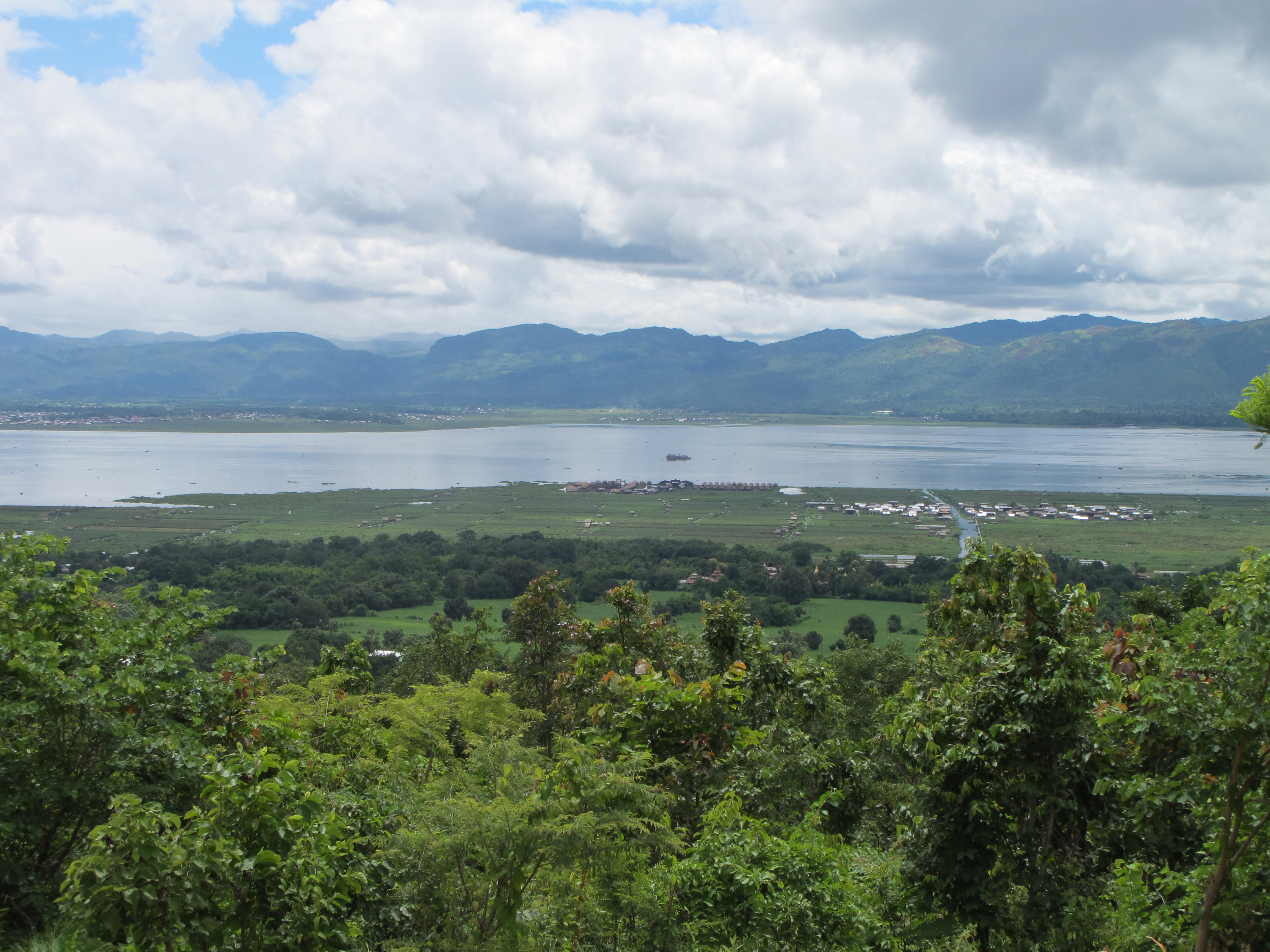
Une vue panoramique du lac Inle.

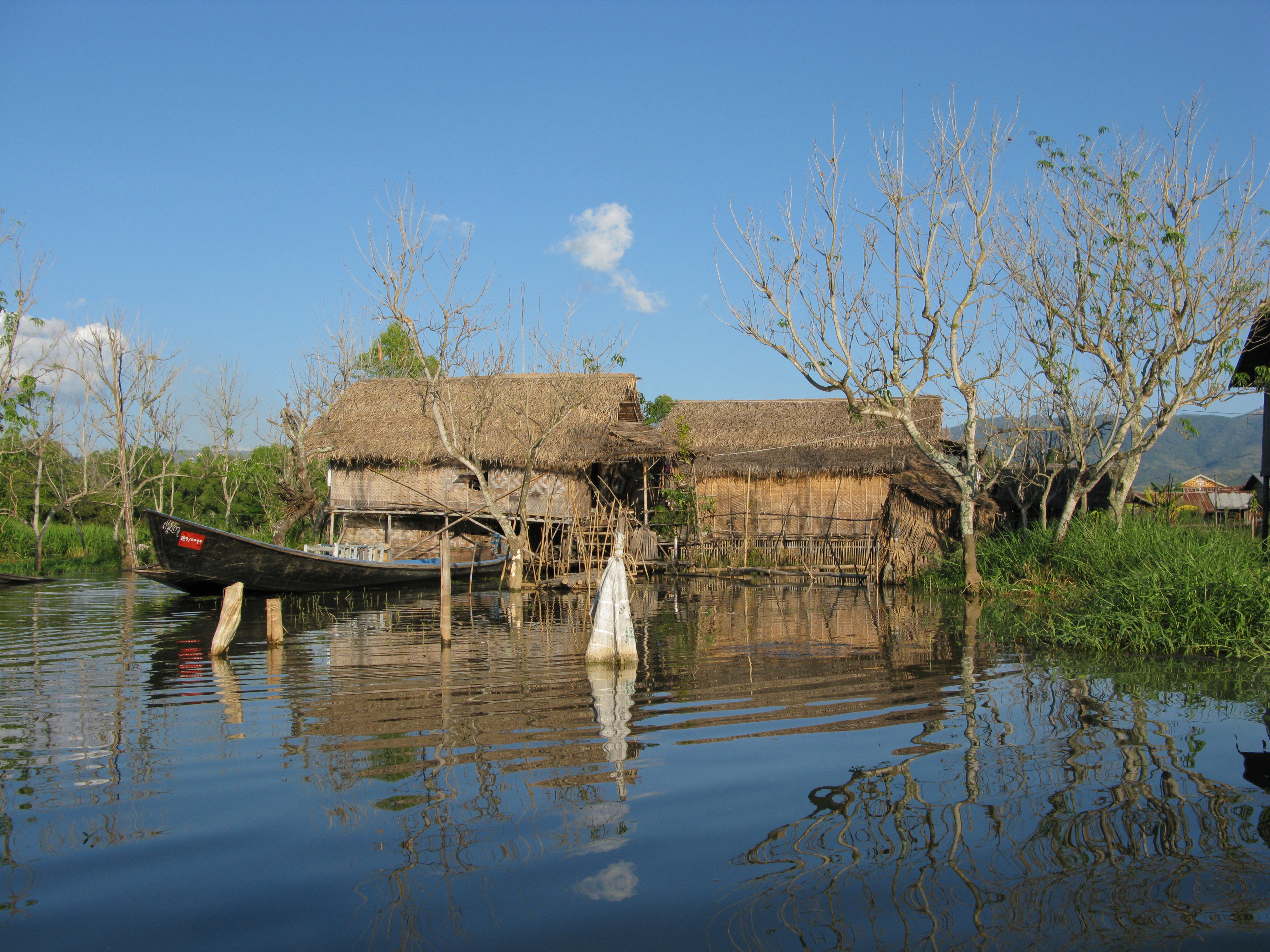
Habitat lacustre.

Toute la région du lac se trouve dans la municipalité de Nyaung Shwe. 

La population (environ 70 000 personnes) est constituée principalement d'Inthas (littéralement en birman : les « fils du lac »), un peuple mystérieux qui parle un vieux birman et qui n'apparaît dans l'histoire qu'au XIIe siècle et aussi d'autres Shans, de Taungyo, Pa-O (Taungthu), Danus, Kayah, Danaw et Birmans. La plupart sont bouddhistes. Sur les rives du lac, ils y a des centaines de zédis (stoupas) et des pagodes : pagode Hpaung Daw U, pagode Shwe In Dein, pagode Shwe Yan Pyay etc.

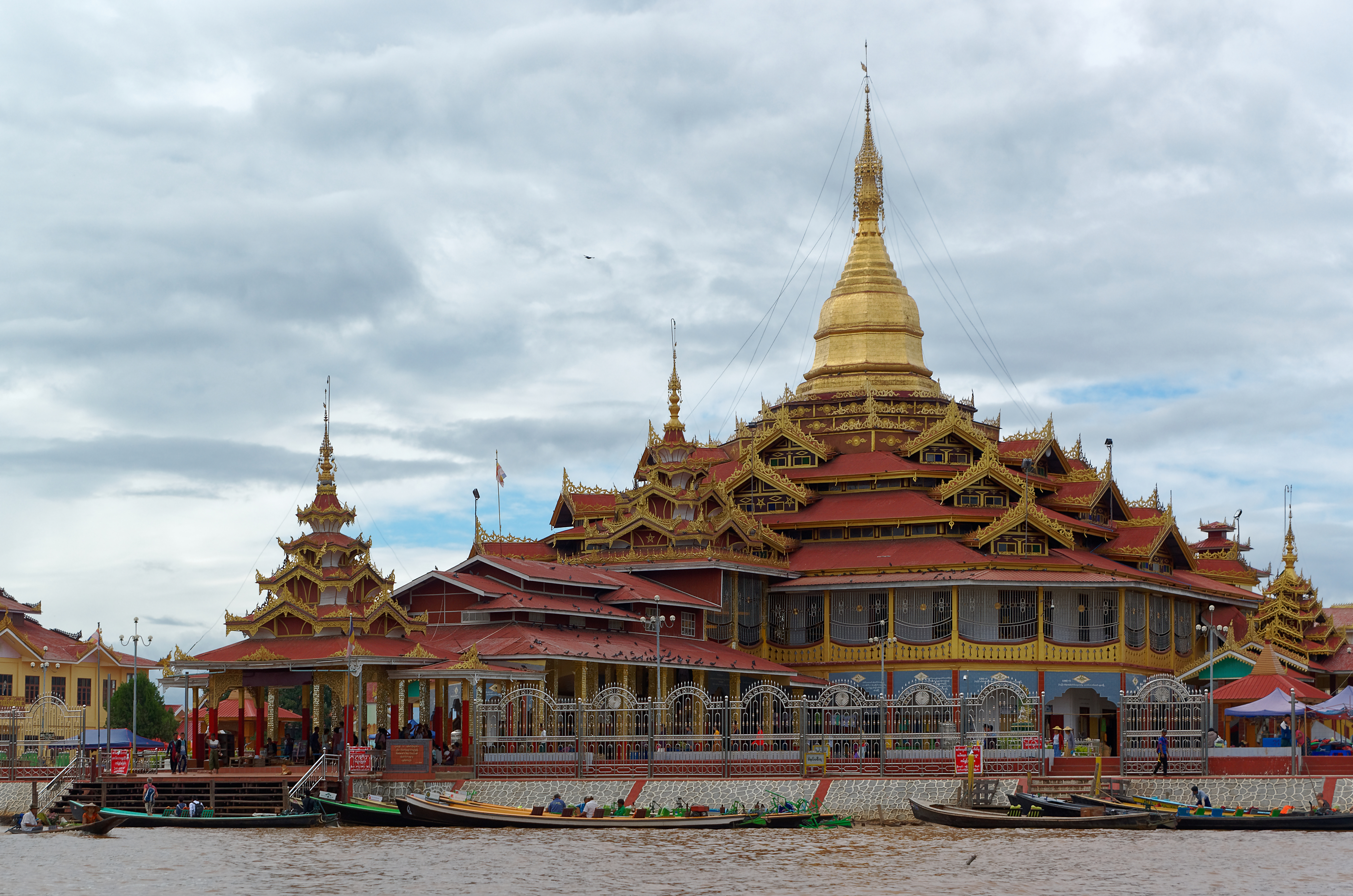
Pagode Hpaung Daw U
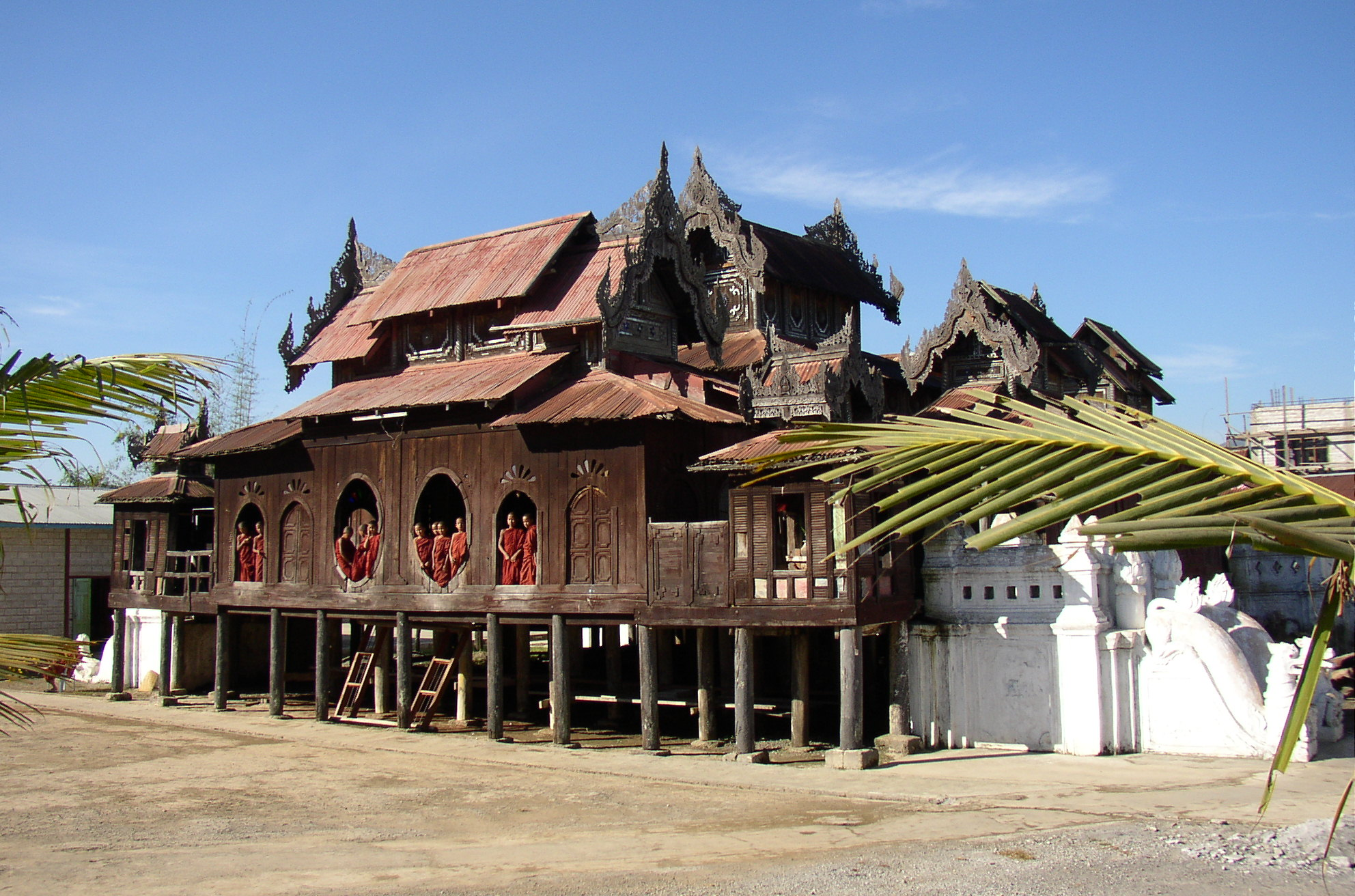
Pagode Shwe Yan Pyay

Les « fils du lac » vivent dans quatre villes au bord du lac, dans de nombreux petits villages sur ses berges et sur le lac lui-même, dans des maisons de bois et de bambou tressé sur pilotis. Ils sont surtout pêcheurs et fermiers.

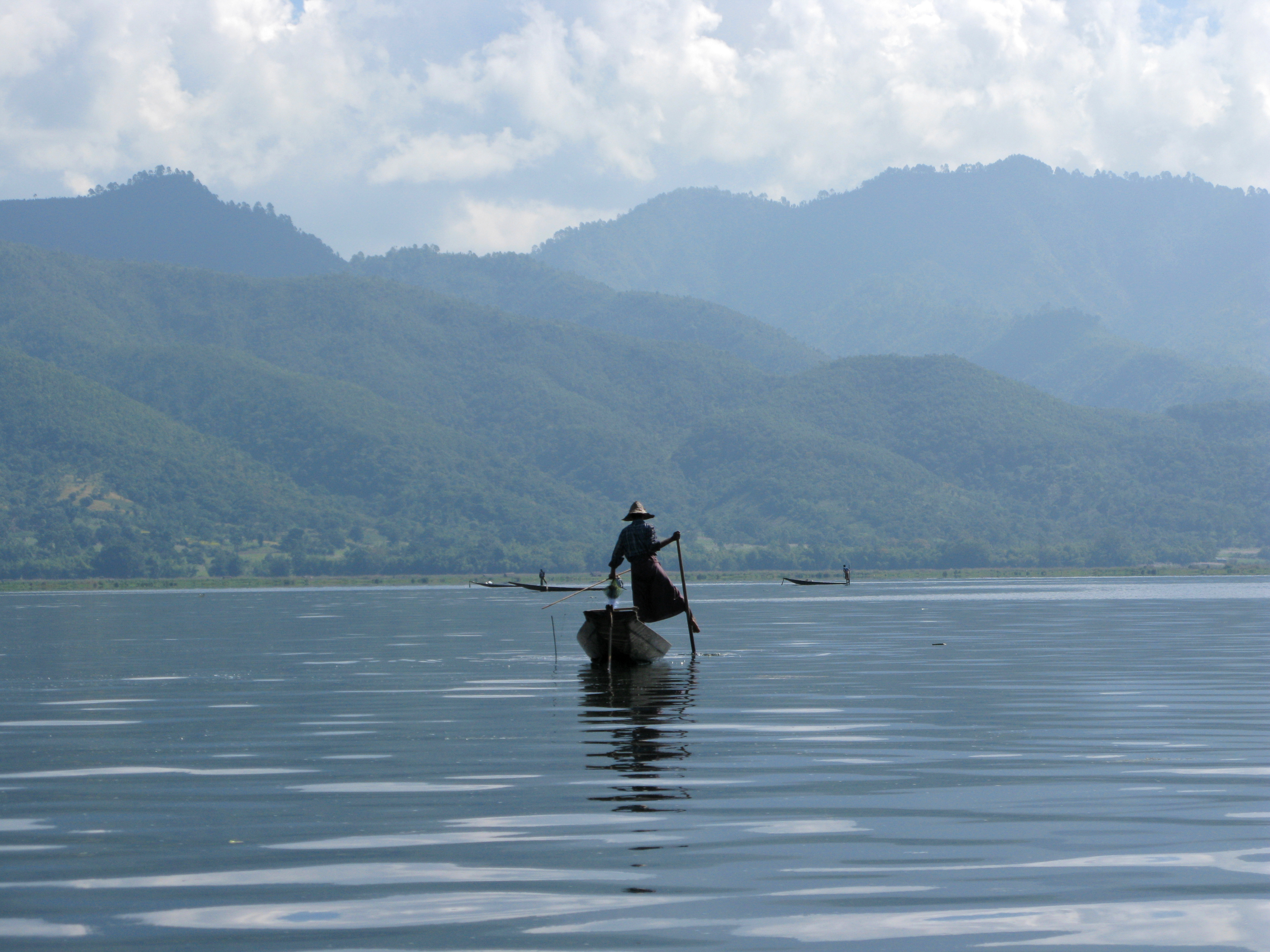
Rameur Intha sur le lac.

Les transports sur le lac se font par bateau, soit pirogues traditionnelles, soit à moteur. 
Les pêcheurs rament d'une façon unique, debout sur une jambe à la poupe et l'autre enroulée autour de la godille. Ceci leur permet de voir au-dessus des plantes qui couvrent une grande partie du lac (cependant les femmes rament de la manière courante, à la main, assises les jambes croisées à la poupe).
Les poissons pêchés dans le lac (le plus abondant est la carpe de l'Intha Cyprinus intha, appelée localement nga hpein) sont une des bases de l'alimentation. Un plat courant est le htamin gyin, un mélange de riz fermenté et de poisson et/ou de pomme de terre, servi avec du hnapyan gyaw, « tofu birman » littéralement : « frit deux fois ».
Les habitants cultivent aussi des légumes et des fruits sur des jardins flottants.  Ceux-ci sont formés de racines extraites des parties les plus profondes du lac, qui sont rassemblées en « nappes » ancrées par des piquets de bambous. Ces jardins montent et descendent avec le niveau de l'eau, ce qui leur permet de résister aux inondations. Ils sont extrêmement fertiles, grâce à l'eau chargée de nutriments. Le riz est aussi cultivé sur les berges.

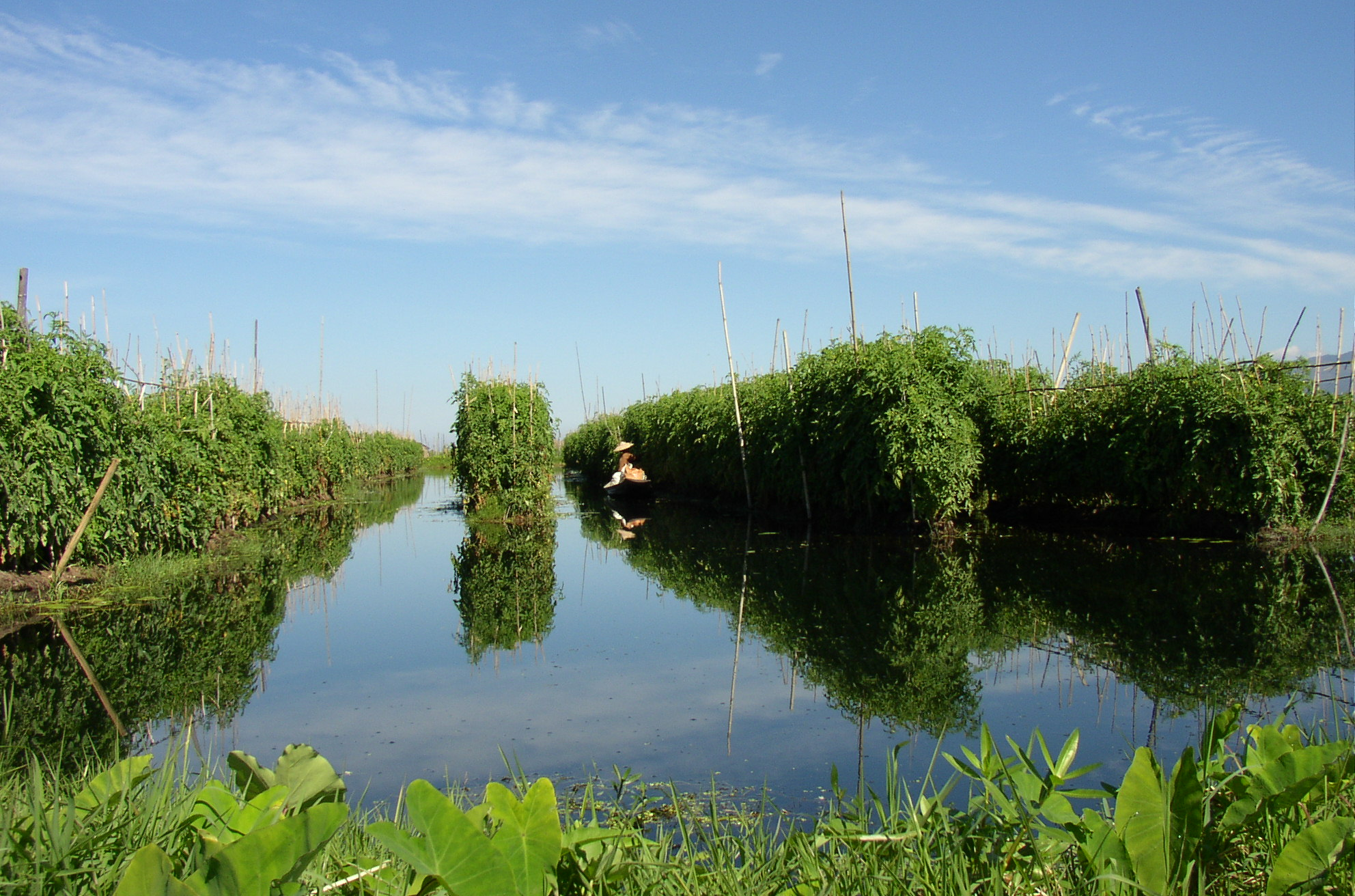
Un champ de tomates flottant.

Les habitants fabriquent de nombreux produits traditionnels, dont ils font commerce. Ce sont des outils, des  objets sculptés et ornementaux, des textiles, et des cheroots. Le marché local est itinérant : il tourne sur cinq jours dans cinq lieux différents. Le jour où il a lieu sur le lac lui-même, c'est un véritable « marché flottant » qui attire beaucoup de touristes.
La région du lac est renommée pour ses tissages. Les sacs Shan, utilisés quotidiennement par de nombreux Birmans, sont produits en grande quantité. Les soieries artisanales sont réputées pour leur qualité, particulièrement les longyi aux motifs particuliers, dits Longyi d'Inle. Le kya thingahn (robe de lotus) est un tissu fabriqué uniquement sur place à partir de fibres de lotus et utilisé pour fabriquer des robes pour les statues de Bouddha.

## Environnement

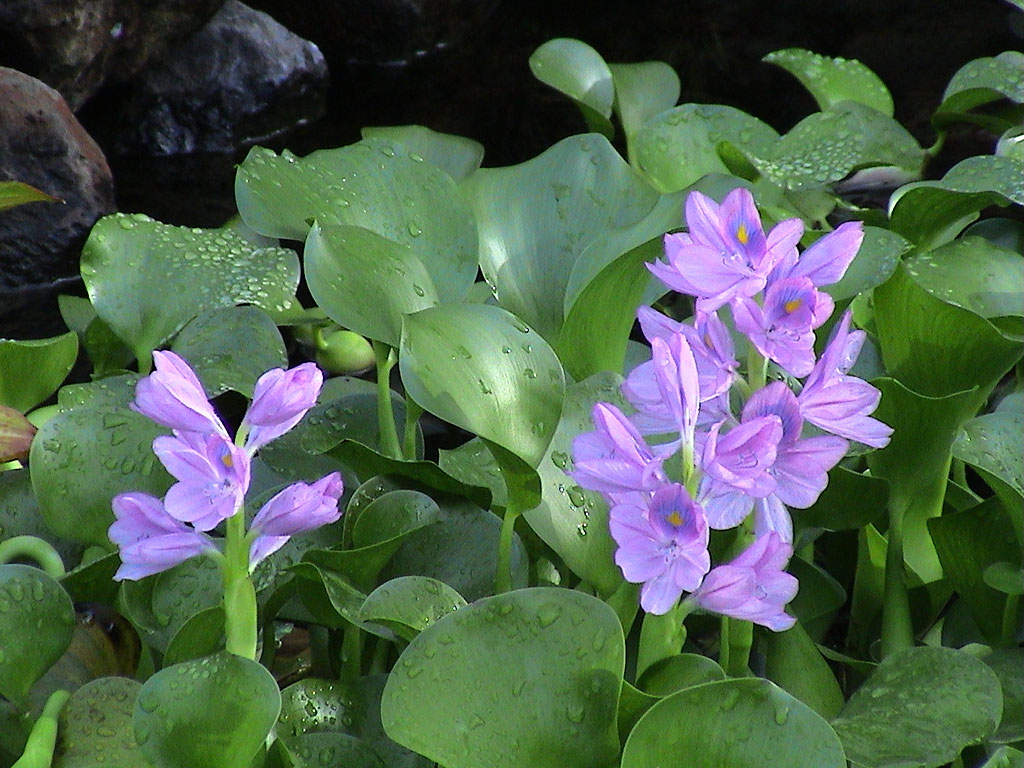
Beida, la jacinthe d'eau.

Le lac souffre de l'augmentation de sa population. Sa surface a diminué, les collines environnantes ont été déboisées pour le bois de chauffage. Cette déforestation et l'augmentation de l'agriculture sur son bassin versant ont augmenté l'apport de vase et de nutriments : la vase comble le lac et les nutriments favorisent la croissance des plantes et des algues et pourrait provoquer un phénomène d'eutrophisation. Les jardins flottants eux-mêmes diminuent la surface du lac, à mesure que leur support se transforme en sol.
La jacinthe d'eau (Eichhornia crassipes), originaire du Brésil, pose aussi un problème majeur. Elle obstrue les canaux et couvre de larges surfaces du lac, privant les plantes et les animaux de la lumière du soleil. Des campagnes de lutte mécanique à grande échelle ont eu lieu depuis vingt ans, avec un certain succès. Les efforts d'éducation de la population et d'autres mesures de contrôle ont aussi porté leurs fruits. À un moment, tout bateau arrivant à Nyaung Shwe depuis le lac était ainsi tenu d'apporter une certaine quantité de jacinthes d'eau.
Un autre problème est l'introduction d'espèces piscicoles étrangères, comme la carpe Ctenopharyngodon idella.
L'assainissement des villages autour du lac est aussi une cause de souci pour les officiels de la santé : les eaux usées vont directement dans le lac. Pour leur apporter une eau saine, certains villages ont maintenant des puits isolés.
La pollution sonore constitue aussi maintenant un problème, du fait des diesels bas-de-gamme et sans pot d'échappement des bateaux, qui viennent troubler la quiétude du lac.

## Économie
Septembre et octobre sont la meilleure période de visite. La fête de la pagode Hpaung Daw U, qui dure presque trois semaines, est suivie par la fête des lumières de Thadingyut. Les Inthas et les Shans revêtent leurs plus beaux habits pour fêter la fin du carême bouddhique. Les courses de pirogues qui se déroulent à cette occasion sont spectaculaires, avec des dizaines de rameurs debout sur chacune.

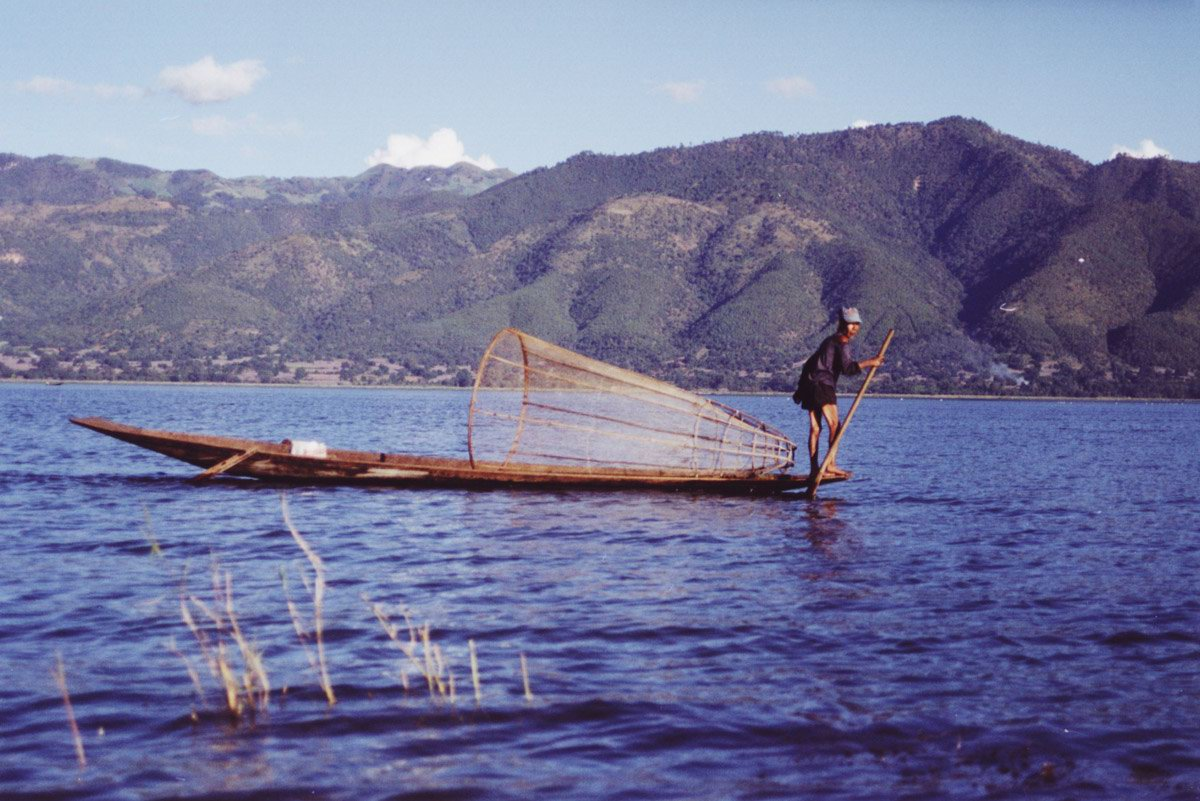
Pêcheur sur le lac, 2002.
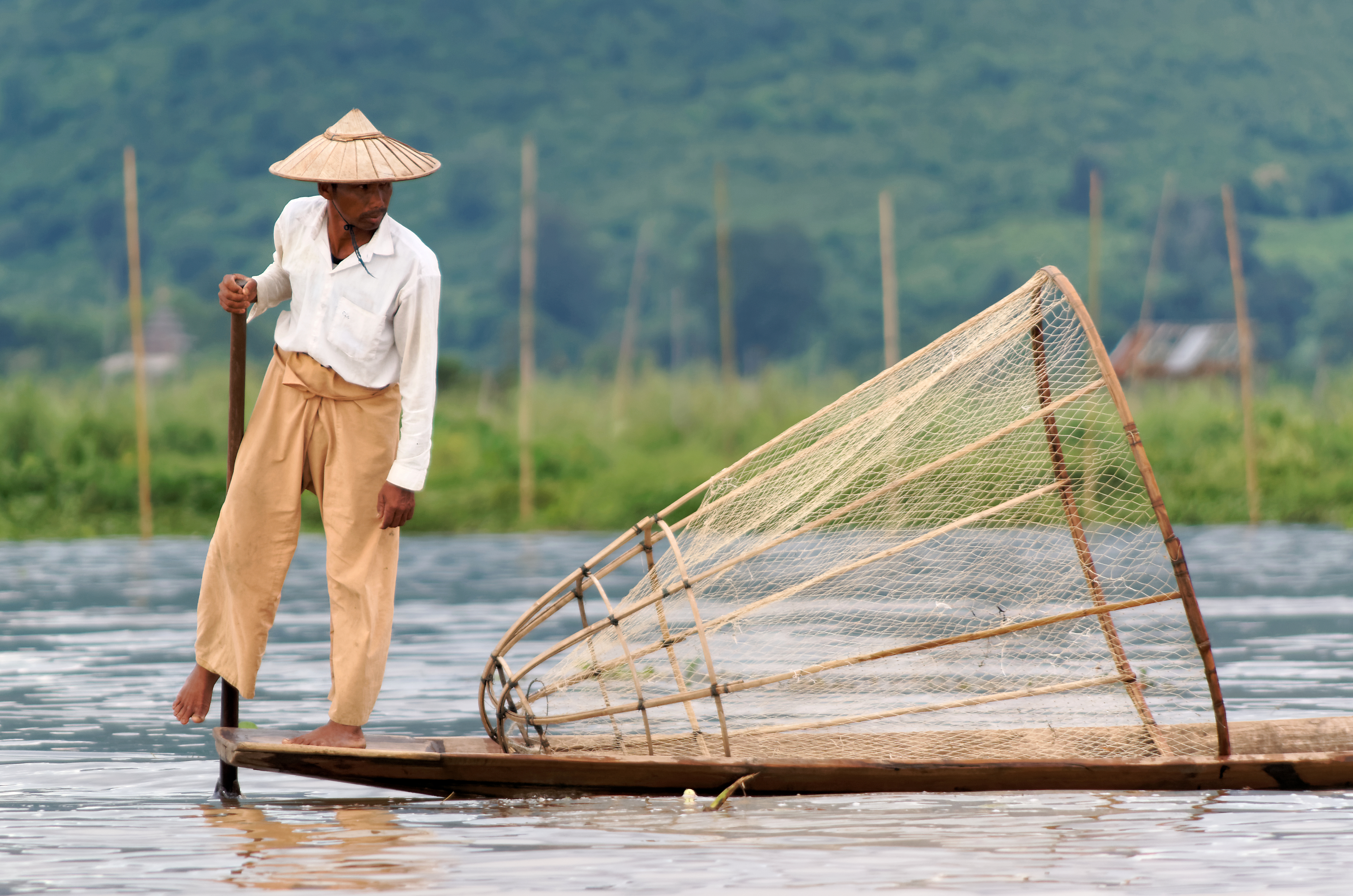
Pêcheur sur le lac. Août 2016.
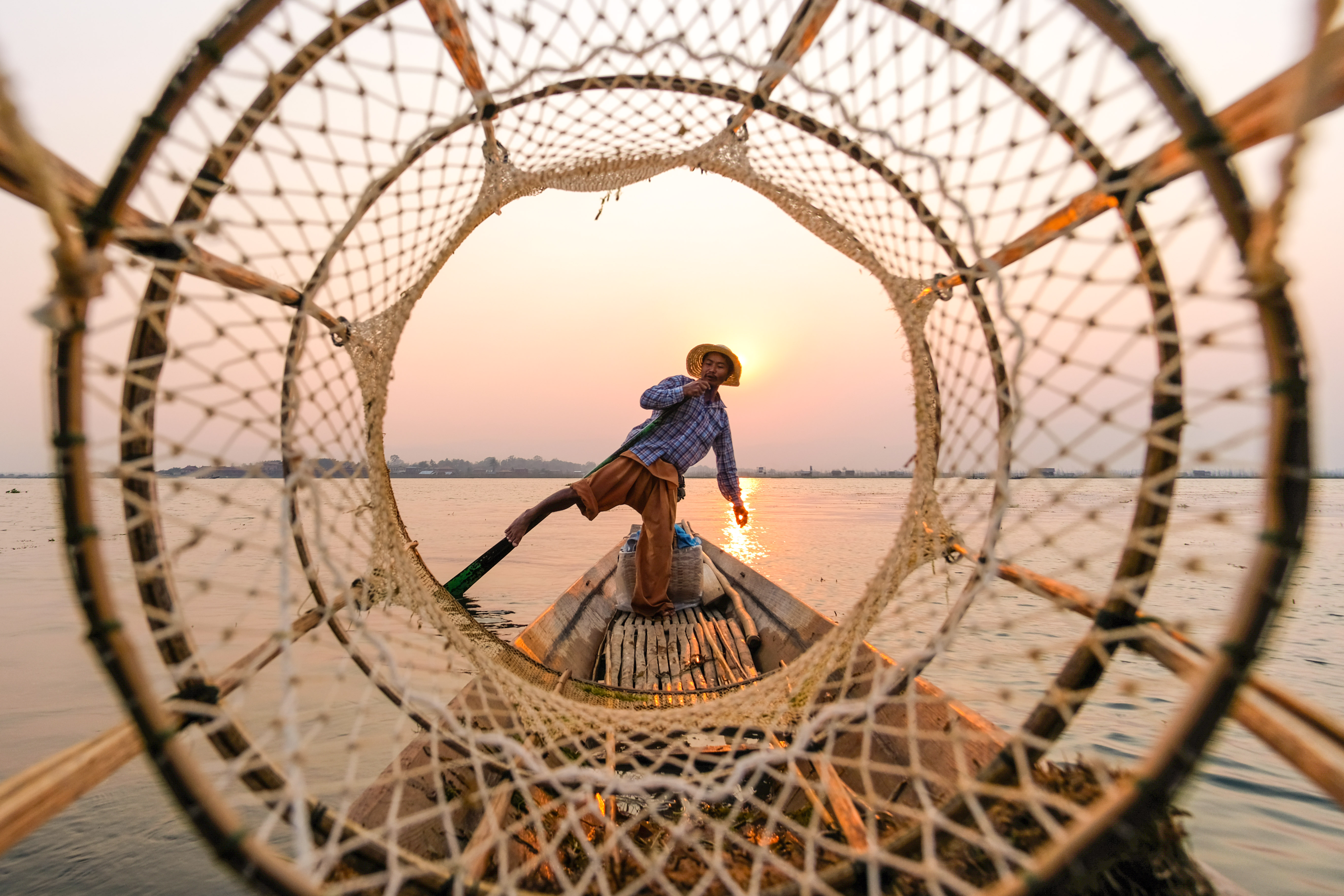
Pêcheur envoyant son bateau sur le lac Inle. Mars 2018.
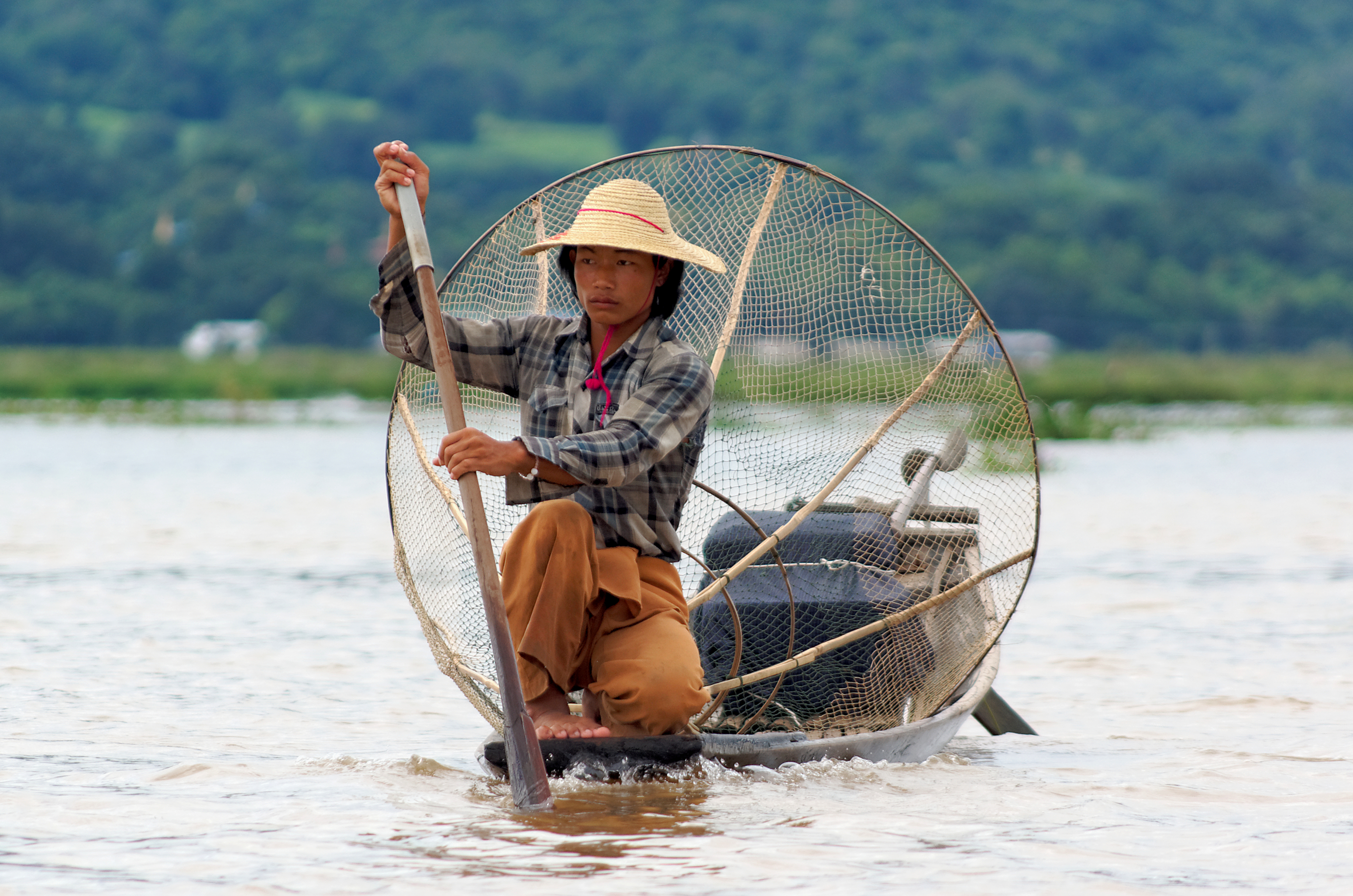
Autre pêcheur sur le lac. Aout 2016.

L'infrastructure touristique est assez importante, avec des hébergeurs ou tour-opérateurs de toute taille. L'aéroport le plus proche est celui de Heho, à 35 km ; il accueille des vols depuis Rangoun (660 km par la route) et Mandalay (330 km).